# Gornji Višnjani
Gornji Višnjani su naseljeno mjesto u općini Prozor-Rama, Federacija Bosne i Hercegovine, BiH.

## Stanovništvo

### 1991.
Nacionalni sastav stanovništva 1991. godine, bio je sljedeći:
ukupno: 59
- Muslimani - 59

### 2013.
Na popisu 2013. godine bilo je bez stanovnika.

## Vanjske poveznice
- glosk.com: Gornji Višnjani  Arhivirana inačica izvorne stranice od 30. rujna 2007. (Wayback Machine)